# Rolls-Royce Trent 800
Rolls-Royce Trent 800 je dvouproudový motor s vysokým obtokovým poměrem vyvinutý z modelu RB211 a jeden ze serie motorů Trent. Navržen byl pro letoun Boeing 777.

## Vývoj

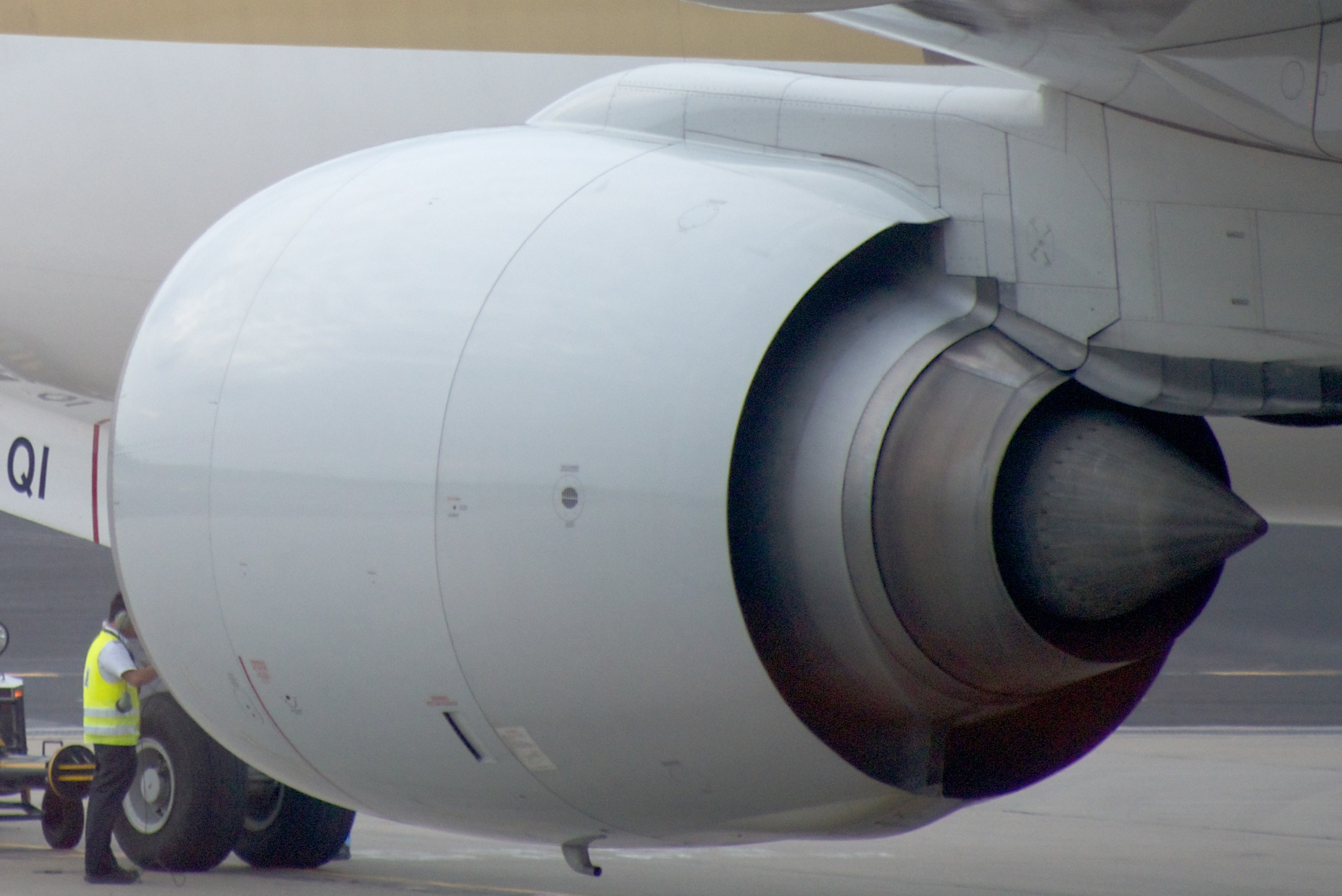
Rolls-Royce Trent 884 na letounu 777-200 společnosti Singapore Airlines

Na konci osmdesátých let Boeing zkoumal zvětšenou vývojovou verzi svého modelu 767 značenou 767X, pro kterou Rolls-Royce zamýšlel motor Trent 760. S rokem 1990 Boeing opustil plánovaný model 767X a místo toho se rozhodl zahájit vývoj nového, většího letadla označeného 777 s požadavkem tahu na pohonné jednotky 80 000 lbf (360 kN) nebo více. Dmychadlo (Fan) verze Trent 700 o průměru 2,47 m nebylo dostatečně velké, aby tento požadavek splnilo, takže Rolls navrhl novou verzi s průměrem dmychadla 2,80 m (110 in), označenou jako Trent 800. Firma Rolls-Royce pro sdílení rizik a příjmů přizvala Kawasaki Heavy Industries a Ishikawajima-Harima Heavy Industries, které měly 11% podíl v programu Trent 700 a 800.
Testování Trentu 800 začalo v září 1993 a certifikace byla udělena v lednu 1995. První Boeing 777 s motory Trent 800 letěl v květnu 1995 a do služby vstoupil u společnosti Thai Airways International 31. března 1996. Schválení ETOPS bylo FAA uděleno 10. října 1996.
Motor Trent 800 byl původně dostupný pro verze 777-200 a 777-300 a v současnosti je dostupný pro verzi 777-200ER dlouhého dosahu s hodnotami tahu mezi 75 000 a 93 400 lbf (334 až 415 kN). Rolls-Royce tvrdí, že je motor ve své třídě nejlehčí, s odvoláním na úsporu hmotnosti 3,6 tuny oproti verzím poháněných motory General Electric a Pratt & Whitney.
Nicméně varianty -200 a -300 se od roku 2006 nevyrábí, čímž je verze -200ER jediná s motory Trent 800. Ostatní v současnosti vyráběné verze Boeingu 777 (-200LR, -300ER, Freighter, -8 a -9) jsou poháněny výhradně motory GE90 a GE9X společnosti General Electric.

## Specifikace

### Technické údaje

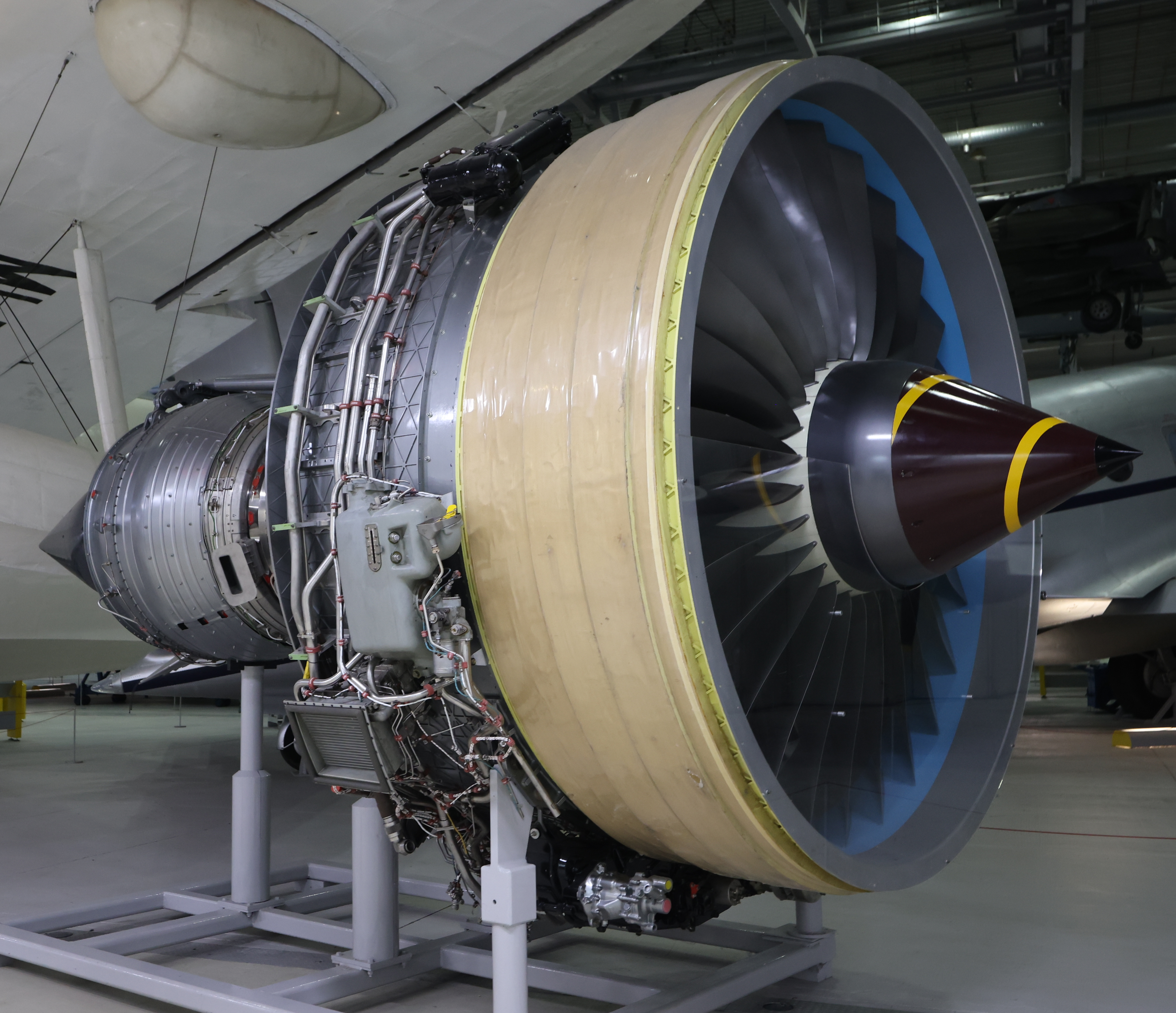
Rolls-Royce Trent 800 v Imperial War Muzeu v Duxfordu

- Typ: tříhřídelový dvouproudový motor s vysokým obtokovým poměrem
- Délka: 4,37 m
- Průměr: 2,79 m
- Suchá hmotnost: 7 484 kg

### Součásti motoru
- Kompresor: jeden stupeň dmychadla, osmistupňový nízkotlaký kompresor a šestistupňový vysokotlaký kompresor
- Spalovací komora: prstencová
- Turbína: jednostupňová vysokotlaká turbína, jednostupňová mezitlaká turbína, pětistupňová nízkotlaká turbína

### Výkony
- Maximální tah: 415 kN (93 400 lbf)
- Celkový kompresní poměr:
- Obtokový poměr:
- Průtok/hltnost vzduchu:
- Poměr tah/hmotnost: cca 5,6:1

### Podobné motory
- General Electric GE90
- Pratt & Whitney PW4000